# Elena Faba
Elena Faba de la Encarnación (Barcelona, 23 de junio de 1963) es una empresaria y política española. Diputada Nacional de Ciudadanos por Barcelona en el Congreso de los Diputados desde la XI a la XII legislatura de España.

## Biografía
Nacida en Barcelona en 1963, Faba es Licenciada en Psicología por la Universidad de Barcelona (UB) y Técnico superior en Relaciones Públicas, Comunicación y Publicidad por la misma universidad.
Ha desarrollado su carrera profesional ejerciendo de consultora en diferentes empresas del sector privado, especializándose en estrategia digital. En 1994 inició su carrera como empresaria creando su propia empresa.
En la actualidad, es la presidenta del Círculo de Mujeres de Negocios.

## Carrera política
En julio de 2015, Faba obtuvo la dispensa del Comité Ejecutivo de Ciudadanos para presentarse a las primarias de la formación naranja y concurrir como número 3 a las Elecciones Generales al Congreso de los Diputados por Barcelona, resultando elegida.
En diciembre de ese mismo año, tras la celebración de los comicios, Faba fue elegida diputada en el Congreso. Durante esta XI legislatura, Faba ejerció de Portavoz en las Comisiones de Empleo y Seguridad Social así como en la de Industria, Energía y Turismo, y de Portavoz adjunta en las Comisiones de Asuntos Exteriores y en la mixta, junto con el Senado, para la Unión Europea.
En julio de 2016 fue de nuevo elegida diputada en el Congreso. En esta, la XII legislatura, ejerció de portavoz de Igualdad, de portavoz adjunta de Infancia y Adolescencia, así como de vicepresidenta 2.ª de la Comisión de Seguimiento y Evaluación de Pacto de Toledo.
Desde noviembre de 2021 es miembro de la Junta Directiva de la Asociación de exdiputados y exsenadores de las Cortes Generales.
Desde junio de 2022, tras la creación del Instituto de Ciencia para el Medioambiente, la Energía y la Industria (ICMEI) con sede en el propio Congreso de los Diputados, preside tanto el Comité de Desarrollo Sostenible como el Comité de Tecnología y Transformación Digital.   Un lugar de encuentro de alto nivel donde los máximos ejecutivos de las compañías y entidades líderes en sostenibilidad, universidades, entidades científicas y de investigación y representantes políticos, comparten tendencias, retos y soluciones, proyectan su visión y elaboran conjuntamente recomendaciones estratégicas para lograr un desarrollo sostenible.
Igualmente forma parte del Think Tank "Industrialia".